# Paolino Mingazzini
Paolino Mingazzini (geboren am 4. Januar 1895 in Rom; gestorben am 4. März 1977 ebenda) war ein italienischer Klassischer Archäologe.

## Leben

### Studium
Paolino Mingazzini war der Sohn von Giovanni Mingazzini und dessen deutschstämmiger Ehefrau Helene Bobrik. Sein Vater war Professor für Neurologie und Psychiatrie an der Universität Rom und Leiter des dortigen psychiatrischen Krankenhauses S. Maria della Pietà. Paolino Mingazzini begann das Studium der Klassischen Archäologie an der Universität La Sapienza in Rom bei Emanuel Loewy. Bedingt durch den Ausbruch des Ersten Weltkrieges, an dem er als Wehrpflichtiger teilnahm, musste er sein Studium unterbrechen, zugleich wurde sein akademischer Lehrer als österreichischer Staatsangehöriger 1915 des Landes verwiesen. Nach Ende des Krieges wurde Paolino Mingazzini 1919 mit einer Arbeit über vorgriechische Kulte auf Kreta promoviert. Ein Stipendium führte ihn im Anschluss von Mai 1920 bis Mai 1921 an die Scuola Archeologica Italiana in Athen, die damals von Alessandro Della Seta, ebenfalls Schüler Loewys, geleitet wurde. Wissenschaftliche Ergebnisse waren unter anderem seine Forschungen zur Darstellung der Apotheose des Herakles in der griechischen Vasenmalerei, die er auf Anregung Della Setas während der Stipendiatenzeit begann, und seine Untersuchung der Grotte auf der Nordseite der Athener Akropolis.

### Denkmalpflege und Museumstätigkeit in Kampanien
Nach Rom zurückgekehrt und finanziell von seinem Vater unterstützt, widmete er sich der Bestandsaufnahme bedeutender Sammlungen, etwa der Villa Borghese oder der Villa Mattei, die eine Reihe von kleineren Aufsätzen ergaben. Bedeutend war seine Entdeckung eines Fragmentes der Konsularfasten. In diesen Jahren wurden ebenso die Grundlagen seiner umfassenden Publikation der Vasen aus der Collezione Castellani in den Kapitolinischen Museen gelegt, die er in zwei Bänden vorlegte.
Im Jahr 1926 gewann Paolino Mingazzini die Ausschreibung für die Stelle eines Museumsinspektors und wurde der Soprintendenza für Sannio und Campania zugeteilt. Noch im selben Jahr untersuchte er auf Anregung von Amedeo Maiuri, Leiter der Soprintendenza di Napoli, ein Heiligtum der italischen Göttin Marica im Mündungsgebiet des Garigliano und legte seine Ergebnisse zwei Jahre später in einer umfangreichen Publikation vor. Im Sommer 1927 erforschte er einen Sektor der großgriechischen Koloniestadt Elea in Kampanien. Doch dauerte es mehr als zwanzig Jahre, bis er zusammen mit dem Schweizer Archäologen Friedrich Pfister, der 1944 von der Unione internazionale degli istituti di archeologia, storia e storia dell’arte in Roma als geschäftsführender Leiter des Deutschen Archäologischen Instituts Rom eingesetzt worden war, die Untersuchungen zu einem Abschluss brachte und 1954 veröffentlichte.
Es folgte die Erstellung archäologischer Karten für Sorrent und Capri im Maßstab 1:100.000, bevor Mingazzini zusammen mit Pfister im Auftrag des verantwortlichen Leiters des Projektes, des Archäologen und Topographen Giuseppe Lugli, den Kartenausschnitt der Forma Italiae für Surrentum anfertigte. In die Zeit seines Wirkens an der Soprintendenza in Kampanien fällt die Neustrukturierung der Vasensammlungen im Museo Campano di Capua und im Archäologischen Nationalmuseum Neapel. Die Sammlung griechischer und italiotischer Keramik in Capua legte er im Laufe seines wissenschaftlichen Wirkens in vier Bänden des Corpus Vasorum Antiquorum vor.

### Universitäre Laufbahn
Im Jahre 1931 wurde Paolino Mingazzini an die Soprintendenza von Florenz versetzt, wurde aber 1933 zum Direktor des Museo archeologico nazionale in Palermo ernannt, an dem er bis 1937 wirkte. Nach seiner Habilitation übernahm er ab 1936 auch Teile der Lehre an der Universität Palermo. Im Jahr 1938 wurde er an das Ministerium für Unterricht, Universitäten und Forschung versetzt, an dem er für die Generaldirektion für Antiquitäten und die schönen Künste tätig war. Zugleich strebte er eine akademische Laufbahn an und bewarb sich um die Professur für Klassische Archäologie an der Universität Florenz. Die entsprechende Ausschreibung verlor er gegen den jüngeren Ranuccio Bianchi Bandinelli, erhielt aber im Jahr darauf die Professur an der Universität Cagliari. Die Zeit auf Sardinien nutzte er zu archäologischer Feldforschung, deren Resultat einige Aufsätze waren. Im Jahr 1940 wurde er Ordinarius für Klassische Archäologie an der Universität Genua, eine Stelle, die er bis zu seiner Emeritierung 1965 innehatte. Während dieser Professur nahm er nach Einladungen von Doro Levi und Pietro Romanelli an der archäologischen Kommission in Libyen teil. Ergebnis der diesbezüglichen Forschungen war eine Arbeit über die Insula des Iason Magnus in Kyrene. Nach seiner Emeritierung 1965 kehrte er nach Rom zurück, wo er im Jahr 1977 nach kurzer Krankheit verstarb. Über 150 Aufsätze und Monographien bilden die wissenschaftliche Hinterlassenschaft Paolino Mingazzinis, dessen Tod die wissenschaftliche Gemeinschaft zu zahlreichen Nachrufen veranlasste.

## Privates
Seit seiner Stipendiatenzeit in Athen verband ihn eine lebenslange, freundschaftlich Verbindung mit den deutschen Archäologen Andreas Rumpf, Hans Diepolder, Karl Lehmann-Hartleben, Ernst Langlotz. Ein Studienaufenthalt an der Universität Heidelberg führte zu einer ebensolchen Freundschaft mit Ludwig Curtius.

## Mitgliedschaften und Ehrungen
- 1926 Mitglied des Deutschen Archäologischen Instituts
- 1964 Nationales Mitglied der Accademia Nazionale dei Lincei, deren korrespondierendes Mitglied er ab 1951 war
- 1967 Medaglia d’oro ai benemeriti della scuola della cultura e dell’arte[16]
- 1975 Großes Bundesverdienstkreuz

## Publikationen (Auswahl)
- Vasi della Collezione Castellani: Catalogo. Zwei Bände. Rom 1930–1971.
- Edizione archeologica della carta d’Italia al 100.000. Fogli «Sorrento» e «Capri». Florenz 1931.
- Corpus Vasorum Antiquorum. Italia. Museo campano di Capua. Band 1–4. Rom 1935–69.
- mit Friedrich Pfister: Forma Italiae, Latium et Campania. Band 2: Surrentum. Florenz 1946.
- L’insula di Giasone Magno a Cirene. "L’Erma" di Bretschneider, Rom 1966.
- Scritti vari. Herausgegeben von Gioia de Luca. Bretschneider, Rom 1986.